# هانس پدرسن
هانس پدرسن (به انگلیسی: Hans Pedersen) ژیمناست زادهٔ ۵ نوامبر ۱۸۸۷ میلادی اهل کشور دانمارک است.